# Erylus oblongus
Erylus oblongus is een sponzensoort uit de familie Geodiidae in de klasse gewone sponzen (Demospongiae).
De wetenschappelijke naam van de soort werd in 1928 gepubliceerd door Topsent.